# パブリック・ドメイン・マーク

クリエイティブ・コモンズのパブリック・ドメイン・マーク

クリエイティブ・コモンズのパブリック・ドメイン・マーク（ボタン）

パブリック・ドメイン・マーク（英語: Public Domain Mark、PDM）とは、作品が著作権の既知の制約から自由であり、パブリックドメインであることを示すために使用されるシンボルである。このシンボルは一般に作品が著作権で保護されていることを示すために使用され、著作権表示の一部として使われることも多い著作権マークに類似している。パブリック・ドメイン・マークはクリエイティブ・コモンズによって開発され、CC0のように著作権で保護された作品をパブリックドメインに置くためのものではなく、作品がパブリックドメインに置かれていることを明示するための標示にすぎない。
このシンボルのUnicodeにおける符号位置はU+1F16E 🅮 circled c with overlaid backslashであり、2020年3月のUnicode 13.0で追加された。
パブリックドメインの定義は一つだけではなく、著作権法の内容は法域によって異なるので、ある法域でパブリックドメインだとしても、別の法域では著作権の既知の制約から自由でない場合がある（いわゆるハイブリッド状態）。また、多くの作品の法的状態を評価することは困難である。パブリック・ドメイン・マークは全世界で著作権の既知の制約から自由である可能性が高い作品にのみ使用することが推奨されている。